# Dolichopus calcaratus
Dolichopus calcaratus är en tvåvingeart som beskrevs av Aldrich 1893. Dolichopus calcaratus ingår i släktet Dolichopus och familjen styltflugor. Inga underarter finns listade i Catalogue of Life.